# Yaniela Forgas
Yaniela Forgas Moreno est une joueuse d'échecs cubaine née le 3 janvier 1992 à Pinar del Río.
Au 1er août 2022, elle est la numéro un cubaine et la 100e joueuse mondiale avec un classement Elo de 2 355 points.

## Biographie et carrière
Maître international féminin en 2017, Forgas Moreno a remporté le Championnat de Cuba d'échecs en 2022,.
Elle a représenté Cuba lors de l'olympiade féminine de 2022, au quatrième échiquier de l'équipe féminine de Cuba qui finit 19e de la compétition.
Elle obtient le titre de grand maître international féminin en 2022.